# Хельги Олафссон
Хельги Олафссон (исл. Helgi Ólafsson; 15 августа 1956, Рейкьявик) — исландский шахматист, гроссмейстер (1985).
Чемпион Исландии (1978 и 1981). В составе команды Исландии участник 4 олимпиад (1980—1986), в том числе на олимпиадах 1984 и 1986 играл на 1-й доске. Лучшие результаты в международных турнирах: Рейкьявик 1984 — 1-3-е; Нескёйпстадюр (1984) — 1-е; Гёусдал (1985; зональный турнир ФИДЕ) — 5-7-е; Копенгаген (1985) — 2-4-е; Виннипег (1986) — 3-4-е; Нью-Йорк (1986) — 3-6-е; Торсхавн (1987) — 2-4-е места.

## Изменения рейтинга
| Графики недоступны из-за технических проблем. См. информацию на Фабрикаторе и на mediawiki.org. |